# Triommatomyia papillata
Triommatomyia papillata är en tvåvingeart som beskrevs av Boris Mamaev 1998. Triommatomyia papillata ingår i släktet Triommatomyia och familjen gallmyggor. Inga underarter finns listade i Catalogue of Life.